# Lago Hvalvatn
O Hvalvatn é um lago com profundidade máxima de 160 metros e 53 km² de superfície, situado na zona oeste da Islândia, alguns quilómetros a leste de Hvalfjörður e do vulcão Hvafell.
A maior catarata do país, Glymur, situa-se nas proximidades do lago, existindo trilhos que permitem fazer o caminho entre o lago e a catarata a pé.